# Ertis Pavlodar
Ertis Pavlodar (Kazachs: Ертіс хоккей клубы), is een professionele ijshockeyclub uit Pavlodar. De club werd opgericht in 2001 en speelt in de Kazakhstan Hockey Championship. 